# Zbárazh
Zbárazh (ucraniano: Зба́раж; polaco: Zbaraż; yidis: זבאריזש Zbarizh) es una ciudad de Ucrania, perteneciente al raión de Ternópil en la óblast de Ternópil.
En 2020, la ciudad tenía una población de 13 587 habitantes. Desde 2020 es sede de un municipio que incluye 53 pueblos y tiene una población total de 39 341 habitantes.
Se ubica a orillas del río Hnizna, unos 10 km al noreste de la capital regional Ternópil, entre las carreteras M19 que lleva a Krémenets y P43 que lleva a Lánivtsi.

## Historia
Se conoce la existencia del pueblo desde principios del siglo XIII, cuando formó parte de los territorios de Leszek I el Blanco. Fue un pueblo importante dentro del principado de Galicia-Volinia. En 1393, Vitautas entregó el pueblo a Dmitri Korybut, quien construyó aquí una primera fortificación, que fue destruida por los tártaros en 1474 y 1598. En 1631 se construyó el actual castillo, que en 1649 protagonizó un notable asedio durante la rebelión de Jmelnitski, que obligó a Juan II Casimiro a acudir con sus tropas. La localidad adoptó el Derecho de Magdeburgo en 1689. En la partición de 1772 pasó a formar parte del Imperio Habsburgo, que en 1906 abrió aquí una línea de ferrocarril a Ternópil.
En 1919 pasó a formar parte de la Segunda República Polaca y en 1939 se integró en la RSS de Ucrania. La ciudad está casi completamente habitada por ucranianos desde la Segunda Guerra Mundial, cuando casi todos los tres mil judíos locales fueron asesinados en el campo de exterminio de Bełżec y los polacos fueron posteriormente enviados a los Territorios Recuperados. Hasta 2020, la ciudad era la capital de su propio raión.